# Sopa de quinua
La sopa de quinua es un plato originario de los Andes. Además de quinua, esta sopa lleva por ingredientes papas, cebolla larga, maní, leche y, dependiendo de la región y el gusto, se le agrega carne roja (cerdo o res) o carne blanca (pollo), además de queso rallado. Esta receta andina tiene un gran valor de proteínas, fibras, minerales y vitaminas.
Según datos históricos, la siembra de la quinua pudo haber empezado entre los 3000 a. C. y los 5000 a. C. en los territorios de Perú y Bolivia, mientras que en Ecuador los primeros datos que se tiene de este producto datan del año 500 a. C. Este pseudocereal era el grano básico de incas y aimaras; su siembra era pretexto para rendir homenaje al dios Inti.